# Unterseeboot 504
Le Unterseeboot 504 (ou U-504) est un sous-marin allemand utilisé par la Kriegsmarine pendant la Seconde Guerre mondiale.

## Historique
Après avoir reçu sa formation de base à Stettin en Pologne au sein de la 4. Unterseebootsflottille jusqu'au 31 décembre 1941, il rejoint sa flottille de combat à Lorient, dans la 2. Unterseebootsflottille.
L'U-504 a été coulé le 30 juillet 1943  à 15 heures 43 dans l'Atlantique nord  au nord-ouest du Cap Ortegal en Espagne à la position géographique de 45° 33′ N, 10° 46′ O par des charges de profondeur lancées par des sloops britannique HMS Kite, HMS Woodpecker, HMS Wren et HMS Wild Goose sous les ordres du Kapitän zur See Frederic John Walker.
Les 53 membres de l'équipage sont tués lors de cette attaque.

## Affectations successives
- 4. Unterseebootsflottille du 30 juillet 1941 au 31 décembre 1941
- 2. Unterseebootsflottille du 1er janvier 1942 au 30 juillet 1943

## Commandement
- Korvettenkapitän Hans-Georg Friedrich Poske du 30 juillet 1941 au 5 janvier 1943
- Korvettenkapitän Wilhelm Luis  du 6 janvier 1943 au 30 juillet 1943

## Navires coulés
Il a coulé 15 navires pour un total de 78 123 tonneaux et a endommagé 1 navire de 7 176 tonneaux au cours des 7 patrouilles qu'il effectua.
| Date            | Nom                  | Nationalité     | Tonnage | Fait et localisation |
| --------------- | -------------------- | --------------- | ------- | -------------------- |
| 22 février 1942 | Republic             | Etats-Unis      | 5 287   | Coulé                |
| 23 février 1942 | W.D. Anderson        | Etats-Unis      | 10 227  | Coulé                |
| 26 février 1942 | Mamura               | Pays-Bas        | 8 245   | Coulé                |
| 16 mars 1942    | Stangarth            | Grande-Bretagne | 5 966   | Coulé                |
| 29 mai 1942     | Allister             | Grande-Bretagne | 1 597   | Coulé                |
| 8 juin 1942     | Tela                 | Honduras        | 3 901   | Coulé                |
| 8 juin 1942     | Rosenborg            | Grande-Bretagne | 1 512   | Coulé                |
| 11 juin 1942    | Crijnssen            | Pays-Bas        | 4 282   | Coulé                |
| 11 juin 1942    | American             | Etats-Unis      | 4 846   | Coulé                |
| 14 juin 1942    | Regent               | Lettonie        | 3 280   | Coulé                |
| 17 octobre 1942 | Empire Chaucer       | Grande-Bretagne | 5 970   | Coulé                |
| 23 octobre 1942 | City of Johannesburg | Grande-Bretagne | 5 669   | Coulé                |
| 26 octobre 1942 | Anne Hutchinson      | Etats-Unis      | 7 176   | Endommagé            |
| 31 octobre 1942 | Empire Guidon        | Grande-Bretagne | 7 041   | Coulé                |
| 31 octobre 1942 | Reynolds             | Grande-Bretagne | 5 113   | Coulé                |
| 3 novembre 1942 | Porto Alegre         | Brésil          | 5 187   | Coulé                |

### Source
- (en) Cet article est partiellement ou en totalité issu de l’article de Wikipédia en anglais intitulé « German submarine U-504 » (voir la liste des auteurs).